# 브라질너트
브라질너트(영어: Brazil nut, 학명: Bertholletia excelsa)는 레키티스과에 속하는 나무이자 나무에서 상업적으로 채취되는 매우 단단한 껍질의 견과류 씨앗을 뜻한다. 아마존 우림에서 가장 크고 가장 긴 수명을 가진 나무로, 브라질, 볼리비아, 페루 등지에서 연간 2만 톤 이상 생산되며 아마존 북부지역에서 주로 채취된다. 브라질넛의 열매는 종양의 성장을 억제하는 셀레늄이 풍부하다. 이때 열매에 함유된 셀레늄 함량은 지역에 따라 달라지며 셀레늄 이외에도 미네랄, 필수 지방산, 스테롤, 토코페롤 등을 함유하고 있다. 또한 2형 당뇨병의 진행을 억제하는 효과가 있으며 비만, 심장병, 심장마비, 심혈관질환 등을 예방하는 효과가 있다.

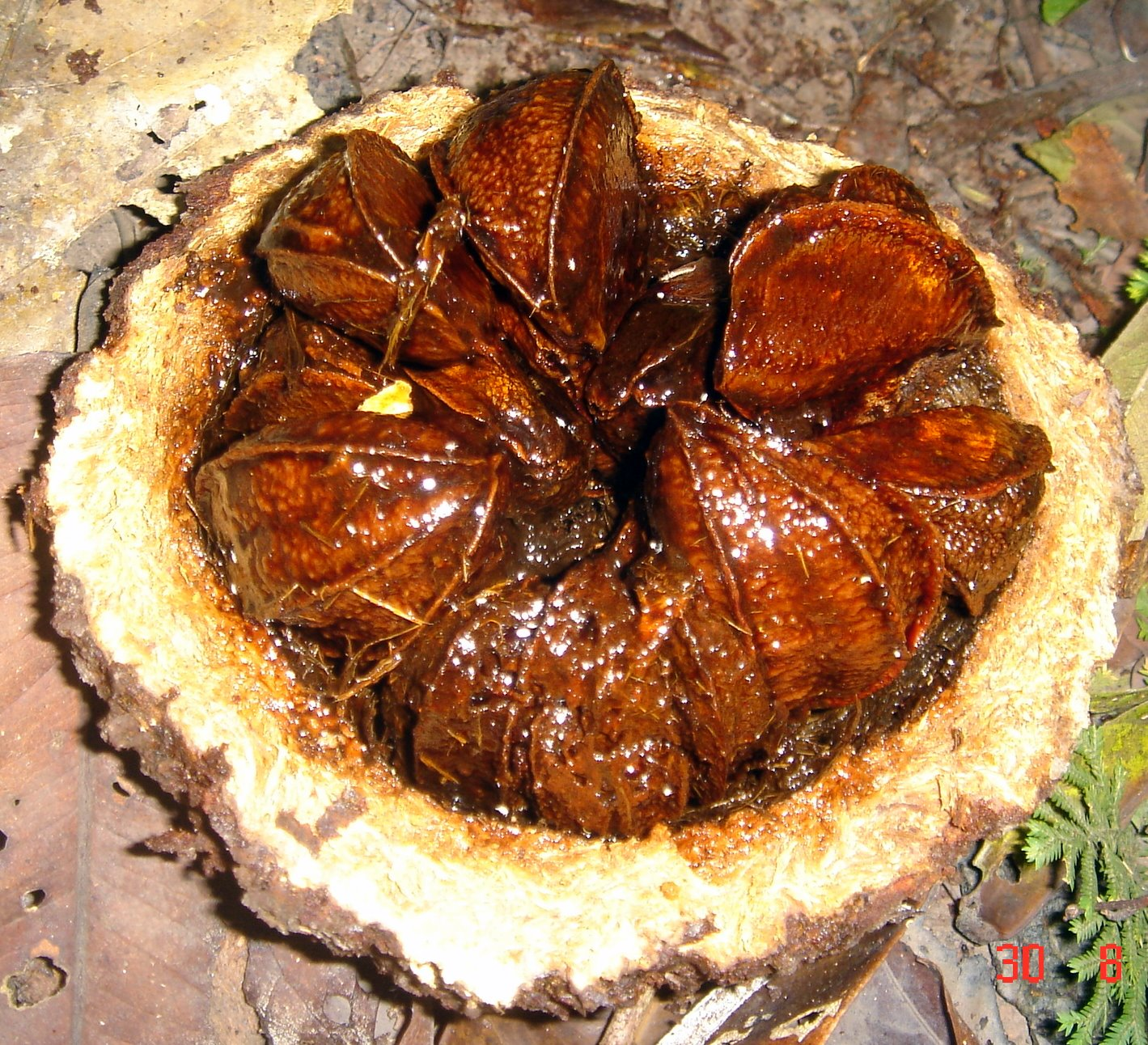
브라질너트 열매

## 생태
야생의 브라질너트 나무는 비교적 크기가 큰 수종으로 두께 3m, 최대 높이 50m까지 자란다. 줄기에는 세로 줄무늬 모양의 껍질이 있으며 이파리가 난 자리에는 다른 이파리가 자라지 않는다. 대신 가지에서 잎이 솟아나는데 이 자리에 꽃이 난다. 꽃은 지름 3cm 정도의 크기에 하얀 색깔이며 점차 안쪽으로 말려져 자란다. 꽃은 휘어진 모양으로 자라는데 곤충들이 이 구멍으로 들어가 수분을 할 수 있도록 돕는 역할을 한다. 씨앗과 열매는 10cm이상의 두껍고 거친 나무질의 껍질로 감싸져 있다. 이 씨앗과 열매를 브라질너트라고 한다.

## 재배
브라질너트는 오랜 시간 동안 아메리카 원주민들의 식량으로 채집되어 왔으며 20세기에 들어서 상업적인 목적으로 재배되기 시작했다. 브라질, 볼리비아, 페루의 저지대 아마존에서 주로 재배되는 브라질너트의 열매는 대부분 자연의 브라질너트 나무에서 채취된다. 브라질이 가장 많이 생산해왔으나 점차 볼리비아가 그 위치를 대신하고 있다. 브라질너트의 생산량은 제2차 세계대전 등 시기에 따른 변동이 있었으나 1970년대 이후로 생산량의 큰 변화는 없다.